# Smalspor
Smalspor er en betegnelse, der bruges om en jernbane med en sporvidde, der er mindre end normalspor – 1435 mm.
Smalspor har gennem tiden været et alternativ, når man ville investere knap så mange penge, som det kostede at anlægge en normalsporet jernbane. Det smallere planum, smallere broer og tunneller samt mindre dimensioner i vogne og lokomotiver betød alt sammen, at en smalsporet jernbane kostede mindre at anlægge.
Især i egne, hvor landskabets form betød særligt høje anlægsomkostninger og dermed stor prisforskel mellem anlægget af smalspor og normalspor, blev mange jernbaner bygget som smalsporede – blandt andet gælder det i Norge. I Østrig og især Schweiz ses fortsat mange smalsporede jernbaner, ligesom store dele af de afrikanske jernbanenet blev bygget som smalsporede.
Efterhånden som omkostningerne til personale kom til at udgøre en større og større del af driftsomkostningerne, blev ulemperne ved smalsporede jernbaner dog ofte større end fordelene. Mange smalsporede jernbaner er gennem tiden blevet ombygget til normalspor, så vogne fra banerne uden personalekrævende omladning kunne sendes ud på de større jernbanenet.
Europas længste smalsporsbane er strækningen mellem Antonivka og Saritjne i Ukraine. Den er 106 kilometer. En ligeså seværdig bane er ruten mellem Borjomi og Bakuriani i Georgien.

## Smalspor i Danmark
I Danmark, hvor anlægget af jernbaner sammenlignet med de bjergrige lande har været forholdsvis billigt, fik smalspor aldrig nogen større udbredelse. Den første offentlige smalsporsbane i Danmark var Faxe Jernbane – Faxe-Faxe Ladeplads, der åbnede i 1864 med en sporvidde på 791 mm – den eneste med denne sporvidde i Danmark. Den fragtede især kalk fra Faxe Kalkbrud den korte vej til udskibningshavnen. Strækningen Stubberup-Faxe Ladeplads findes fortsat som en del af Østbanen, og den havde frem til 1982 en tredje skinne i midten for at kunne bære både Faxe Jernbanes og Østbanens tog (treskinnespor). I kalkbruddet var smalsporet med de lette, flytbare spor en stor fordel, ligesom ved mange andre industribaner rundt om i Danmark.
Fra sin start i 1974 har Industribaneklubben bygget Hedelands Veteranbane med en sporvidde på 700 mm og en længde på p.t. 5,2 km.
Hjerl Hedes Frilandsmuseum driver en ca. 1 km lang smalsporsbane med sporvidde 791 mm. Det er Danmarks pt. (2013) mest trafikerede smalspor, med ca. 55 driftsdage om året med persontrafik.

## Industribaner med smalspor
Industribanerne var kendetegnet ved, at de tjente en enkelt industris transportbehov og ikke havde offentlig trafik eller koncession – med Faxe Jernbane som undtagelsen. Store smalsporede industribanenet var roebanerne på Lolland/Falster, Møn, i Vestsjælland og på Sydfyn med sporvidder på 700 eller 785 mm, tørvebanerne, hvor Danmarks største net i Lille Vildmose (mellem Kongerslev og Dokkedal i Østhimmerland) med 700 mm sporvidde var i drift frem til sphagnum-indvindingens ophør i 2008, samt ved adskillige teglværker, cementfabrikker og andre industrier i Danmark. Også ved store anlægsarbejder blev smalspor benyttet – ved anlægget af Storebæltstunnellen blev der således brugt smalspor med 900 mm sporvidde til transport i tunnelrørene. Industribanerne er i dag næsten forsvundne – i Fuglsø Mose på Djursland bruges dog fortsat smalspor med 600 mm sporvidde til indvinding af tørv til sphagnum-produktion.

## Privatbaner med smalspor
I Danmark blev smalspor ellers kun brugt til privatbaner, og da altid med sporvidden 1000 mm – meterspor. Skagensbanen blev anlagt metersporet ligesom Horsens-Tørring Jernbane, Horsens-Bryrup Jernbane og Kolding-Egtved Jernbane. De tre førstnævnte blev ombygget til normalspor i 1920'erne, mens Egtvedbanen blev nedlagt 1930. Ud over disse var lokalbanerne omkring Haderslev, Aabenraa og Sønderborg der gik til Nordborg, kaldet æ kleinbahn, og den anden gik til Mommark færgehavn, nedlagt i 1962, samt jernbanerne på Bornholm metersporede. Den sidste af disse, der blev nedlagt, var Rønne-Nexø banen i 1968.
I Norge er der ikke smalsporede strækninger i drift mere ud over Trondheims sporvej, Gråkallbanen, men i Sverige er lokalbanen Roslagsbanan nord for Stockholm (891 mm sporvidde) fortsat et vigtigt led i storbyens transport. En række tyske smalsporsbaner er udelukkende bevaret af hensyn til turisme og historie – i øvrigt fortsat udelukkende med damplokomotiver som trækkraft.

## Benyttede sporvidder
En række smalsporvidder var:
- 310 mm – brugt ved sukkerfabrikken i Sakskøbing til intern transport.
- 500 mm – næst smalleste benyttet på danske industribaner, bl.a. ved cementfabrikken Rørdal i Aalborg.
- 600 mm – kaldet Decauville-spor efter den franske ingeniør, der udbredte denne sporvidde bl.a. med baggrund i succes med den interne transport på Verdensudstillingen i Paris 1889. Flere svenske lokalbaner havde denne sporvidde.
- 700 mm – en af de mest benyttede danske smalsporvidder på bl.a. roebaner og tørvebaner.
- 750 mm – benyttes ved en række af de stadig eksisterende smalsporsbaner især i den tyske delstat Sachsen.
- 785 mm – blev brugt af industribaner rundt om i Danmark, samt af Vandbygningsvæsenet langs den jyske vestkyst.
- 891 mm – var den mest udbredte smalsporvidde i Sverige. Svarer til tre svenske fod i gamle måleenheder. Findes stadig på Roslagsbanan.
- 1000 mm – meterspor – var den udbredte smalle sporvidde i Danmark. Blev foruden en række jernbaner brugt af Århus Sporveje frem til 1971.
- 1067 mm – kaldet kapspor – blev oprindeligt brugt på mange norske og en række svenske baner, og er fortsat i dag den mest udbredte sporvidde i det sydlige Afrika samt i Japan.

## Eksterne links
- Wikimedia Commons har flere filer relateret til Smalspor